# Chokkahalli, Kolar
Chokkahalli là một làng thuộc tehsil Kolar, huyện Kolar, bang Karnataka, Ấn Độ.